# Occurrence (cabinet d'études et de conseil)
Cet article concerne le cabinet d’études et de conseil. Pour l'apparition d'un événement, voir Occurrence.
Occurrence est un cabinet d'études et de conseil français spécialisé dans l'évaluation de la communication, filiale depuis 2022 du groupe IFOP. 
Depuis 2017, le cabinet est mis en avant du fait de ses opérations de comptage des manifestants pour un collectif de médias,.

## Histoire
Fondé en 1995 par Assaël Adary et Benoît Volatier, le cabinet Occurrence réalise principalement des études dans le domaine de la communication, qui reste son activité première,,. Benoît Volatier met fin à ses fonctions opérationnelles en janvier 2016,, laissant Assaël Adary seul président du cabinet.
Une vidéo corporate précise la philosophie de l'entreprise : « Tous les PDG vous le diront : “Ce qui ne se mesure pas n’existe pas.” (…) Si vous considérez la réputation de votre entreprise comme un actif majeur et une stratégie de communication bien pensée comme le meilleur moyen de l’entretenir, Occurrence est à vos côtés. »
Occurrence intègre le groupe IFOP en avril 2022.

## Comptage de manifestants
Occurrence se lance, au milieu des années 2000, dans le comptage de foule. Commençant par des salons et des conventions, le cabinet décide en 2007 de l'adapter au comptage de manifestations, avec une première opération le 18 octobre 2007 lors d’une manifestation contre la suppression des régimes spéciaux dans la fonction publique.
Ce n'est qu'en 2017 que ces comptages trouvent un écho médiatique, à la suite de la création d'un collectif de médias à l'initiative du journaliste politique Thomas Legrand.
Une fois la fiabilité de sa méthode vérifiée grâce à un recomptage de l'intégralité de la manifestation du 16 novembre 2017 sur la base d'une vidéo enregistrée par BFM TV, Occurrence est officiellement mandaté pour réaliser le comptage des manifestations. Le premier d'entre eux est effectué à l’occasion d’une manifestation parisienne de cheminots et fonctionnaires, le 22 mars 2018.
La presse publie désormais, en plus des comptages de la police et des manifestants, le comptage réalisé par Occurrence, comme celui pour la mobilisation étudiante pour le climat du vendredi 24 mai 2019.
Le cabinet rend publique la méthode qu'il emploie, et invite les journalistes comme les organisateurs des manifestations à une présentation de cette méthode pour en démontrer l'impartialité. Il utilise le système Eurecam à base de capteurs vidéo, placés en hauteur et qui tracent une ligne virtuelle sur un écran. Les capteurs peuvent compter les personnes qui dépassent la ligne dans le sens de la manifestation, et ce même sur les trottoirs. Le cabinet complète ses résultats par des micro-comptages humains permettant de réajuster les chiffres.

## Polémique sur l'impartialité et la fiabilité
Les chiffres produits par le collectif de médias demeurent régulièrement contestés par les organisateurs des défilés. Ils accusent notamment le cabinet de connivence avec le parti LaREM, en pointant du doigt les prises de parole de son président Assaël Adary sur les réseaux sociaux. Le professeur Bruno Andreotti, expert en mesures statistiques, souligne les limites techniques et méthodologiques du dispositif mis en place par le cabinet Occurrence pour le comptage des manifestants,,.
Le cabinet répond à ces accusations en invitant ses détracteurs à assister à un comptage pour témoigner de son indépendance et de sa fiabilité technique. En revanche, l’algorithme de comptage, propriété commerciale de l’entreprise Eurecam, n’est pas public. Le sujet a d’ailleurs été traité par le service de vérification des faits de Libération, Checknews, qui a conclu : « Certes, la méthode est perfectible. Mais cela ne suffit pas pour autant à balayer entièrement le chiffre donné. ».